# Crematogaster hezaradjatica
Crematogaster hezaradjatica är en myrart som beskrevs av Bohdan Pisarski 1967. Crematogaster hezaradjatica ingår i släktet Crematogaster och familjen myror. Inga underarter finns listade i Catalogue of Life.